# Lomanoše
Lomanoše [lománoše] (nemško Deutsch Radersdorf) so naselje v Občini Gornja Radgona.

## Šport

### Nogomet
Lomanoše ima v lokalni nogometni ligi ORLMN DPM – Gornja Radgona (Občinska rekreacijska liga malega nogometa Društvo prijateljev mladine Gornja Radgona) dve ekipi:
- KMN Lomanoše v Ligi A
- KMN Neja bar v Ligi C

## Znane osebnosti
- Jože P. Damijan (Jože Pavlič Damijan), ekonomist in politik, * 14. januar 1967, Lomanoše.
- Karolina Kolmanič (r. Ilari), pisateljica, * 29. september 1930, Lomanoše, † 10. december 2020.